# Tổng giáo phận Warszawa
Tổng giáo phận Warsaw là một lãnh thổ giáo hội Công giáo hoặc giáo phận ở Ba Lan bao gồm thủ đô Ba Lan. Giáo phận được lập ngày 16 tháng 10 năm 1798. Giáo phận được nâng lên thành Tổng giáo phận vào ngày 30 tháng 6 năm 1813.
A Metropolitan See, các giáo phận achragan của nó là Giáo phận Công giáo La Mã Płock và Giáo phận Công giáo La Mã Warszawa-Praga. Theo thống kê của nhà thờ, 30,4% dân số giáo phận đã tham dự một nhà thờ hàng tuần vào năm 2013. Con số này cao hơn một năm trước đó (29,8%) tuy nhiên điều đó không có nghĩa là sự tham dự của nhà thờ không giảm ở đó.

## Tổng giám mục Warsaw
Đức Tổng Giám mục hiện tại, Kazimierz Nycz, trước đây là Giám mục của Koszalin-Kolobrzeg, Ba Lan, được đặt tên vào ngày 3 tháng 3 năm 2007.